# Josh Dallas
Joshua Paul Dallas (Louisville, 18 dicembre 1978) è un attore statunitense.
È noto soprattutto per aver interpretato il personaggio di Ben Stone nella serie televisiva Manifest. Inoltre ha interpretato Fandral nel film Thor e David Nolan e Principe Azzurro nella serie televisiva C'era una volta.

## Vita privata
Nel 2003 conosce l'attrice Lara Pulver. La coppia si sposa nel 2007 e divorzia nel 2011. Dopo due anni di relazione, il 12 aprile 2014 sposa Ginnifer Goodwin, sua partner nella serie tv C'era una volta. La coppia ha due figli, Oliver Finlay, nato il 29 maggio 2014, e Hugo Wilson, nato il 1º giugno 2016.

## Filmografia

### Cinema
- 80 Minutes, regia di Thomas Jahn (2008)
- The Boxer, regia di Thomas Jahn (2009)
- The Descent Part 2, regia di Jon Harris (2009)
- Ghost Machine, regia di Chris Hartwill (2010) – voce
- Thor, regia di Kenneth Branagh (2011)
- Red Tails, regia di Anthony Hemingway (2012)
- Zootropolis (Zootopia), regia di Byron Howard e Rich Moore - voce (2016)

### Televisione
- Ultimate Force – serie TV, episodio 4x03 (2006)
- Doctor Who – serie TV, episodio 4x08 (2008)
- The Last Days of Lehman Brothers, regia di Michael Samuels – film TV (2009)
- Money – serie TV, episodi 1x01-1x02 (2010)
- Hawaii Five-0 – serie TV, episodio 1x06 (2010)
- CSI - Scena del crimine (CSI: Crime Scene Investigation) – serie TV, episodio 11x15 (2010)
- Five, registi vari – film TV (2011)
- C'era una volta (Once Upon a Time) – serie TV, 156 episodi (2011-2018)
- Manifest – serie TV, 63 episodi (2018-2023)

## Doppiatori italiani
Nelle versioni in italiano delle opere in cui ha recitato, Josh Dallas è stato doppiato da:
- Riccardo Rossi in CSI - Scena del crimine
- Andrea Mete in Thor
- Davide Perino in Hawaii Five-0
- David Chevalier in C'era una volta
- Francesco Pezzulli in Manifest

Da doppiatore è sostituito da:
- Francesco Sechi in Zootropolis